# Carpobrotus chilensis
Carpobrotus chilensis är en isörtsväxtart som först beskrevs av Juan Ignacio Molina, och fick sitt nu gällande namn av Nicholas Edward Brown. Carpobrotus chilensis ingår i släktet middagsblommor, och familjen isörtsväxter. Inga underarter finns listade i Catalogue of Life.

## Bildgalleri

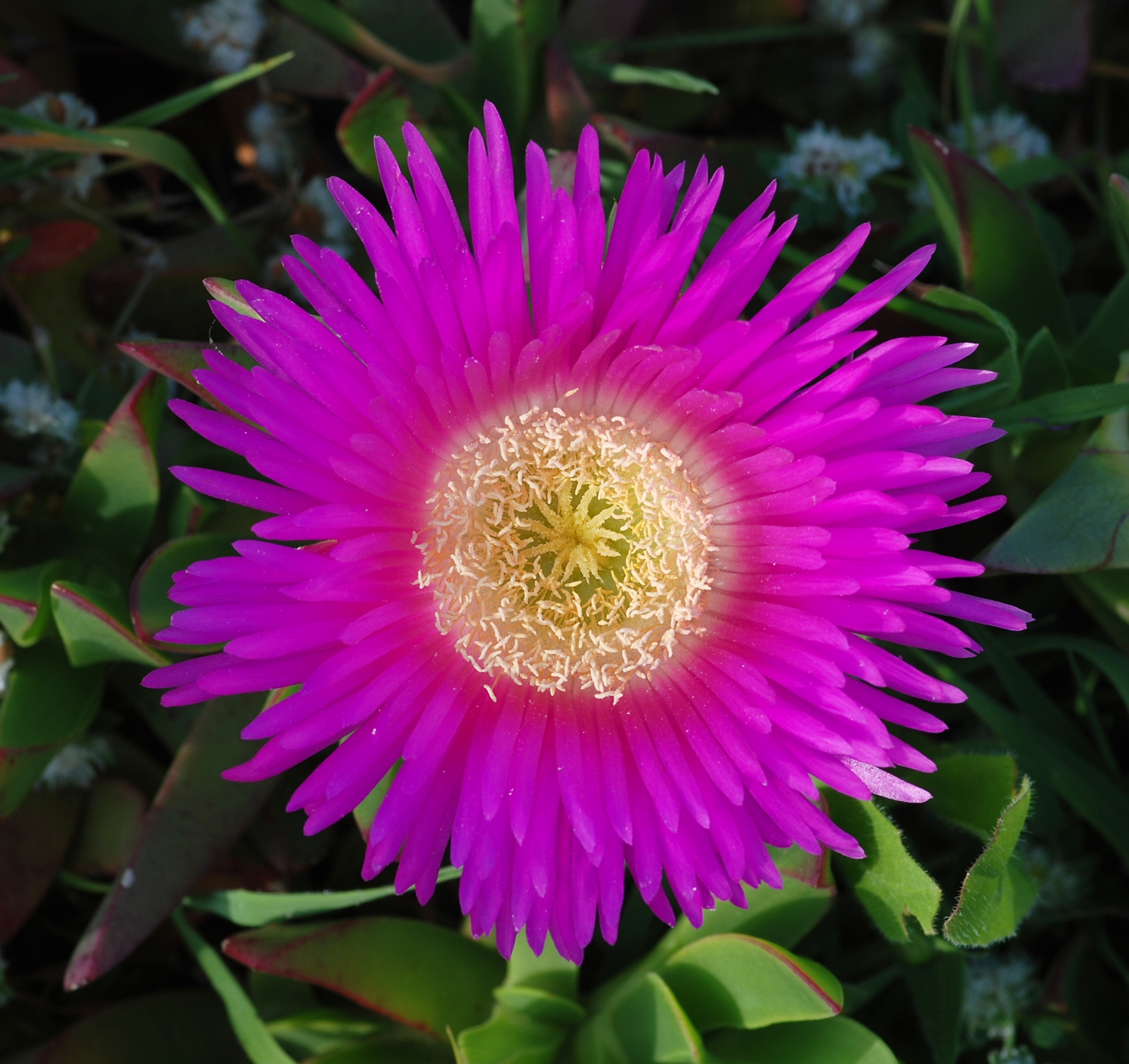
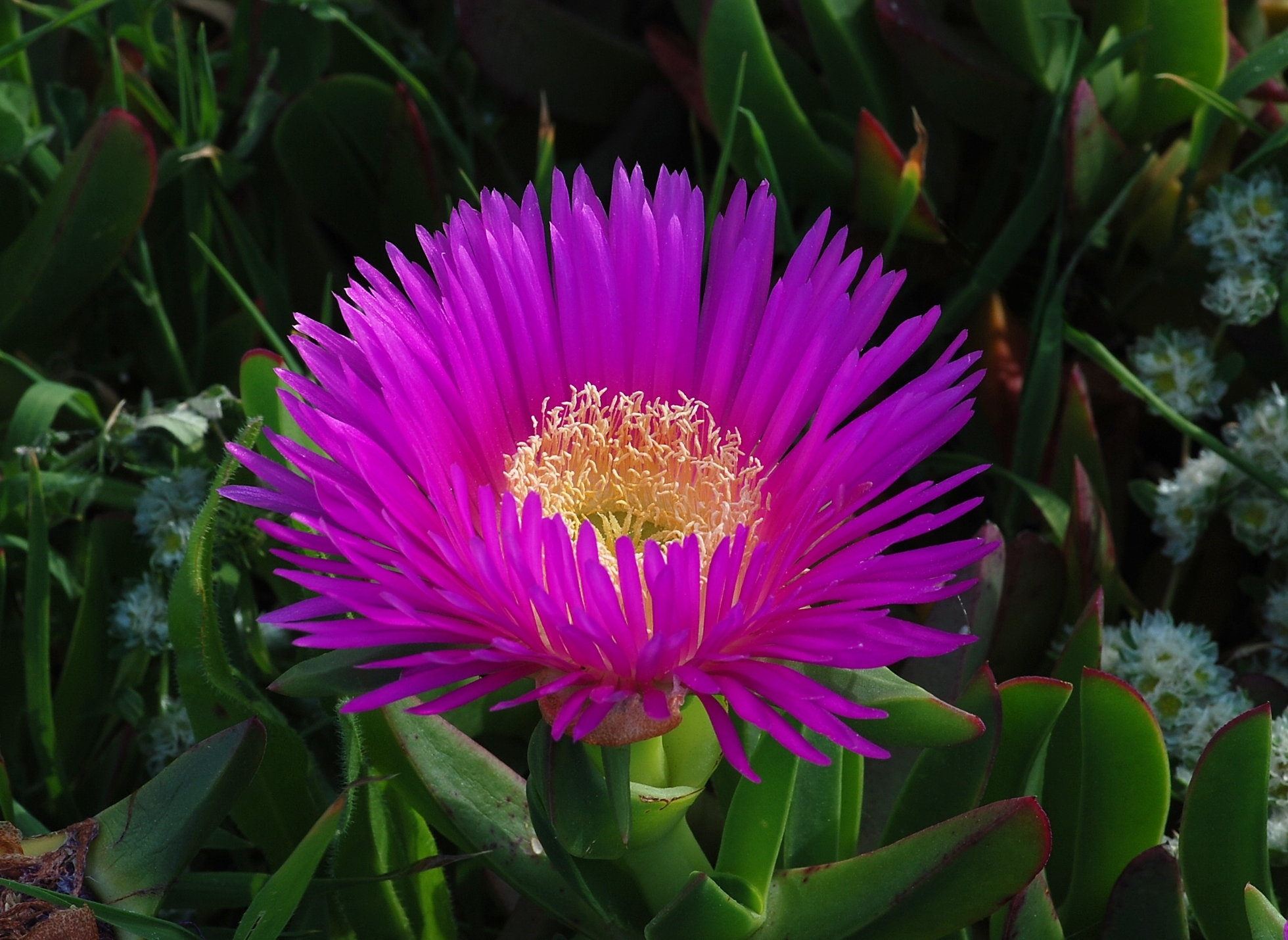
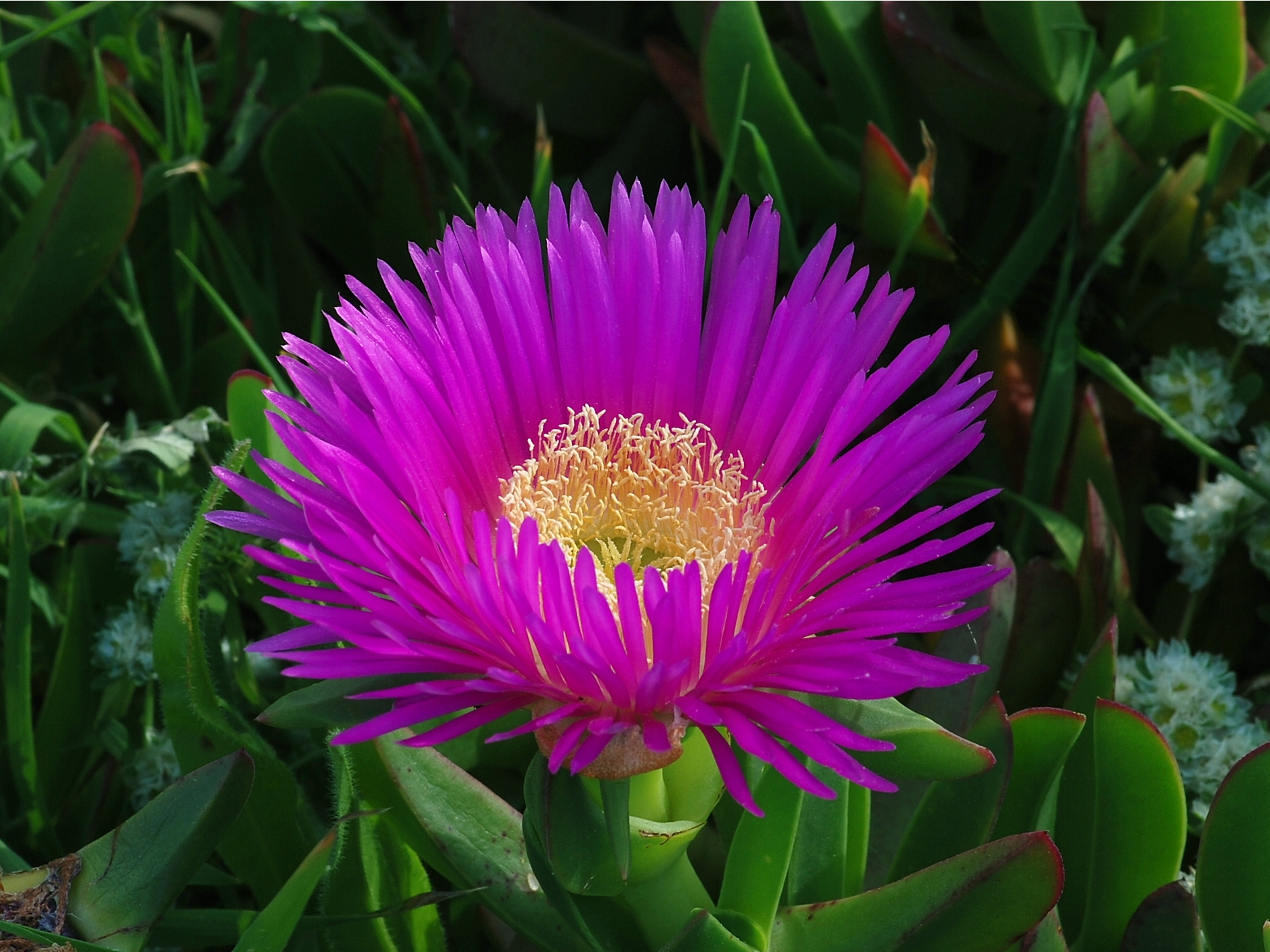
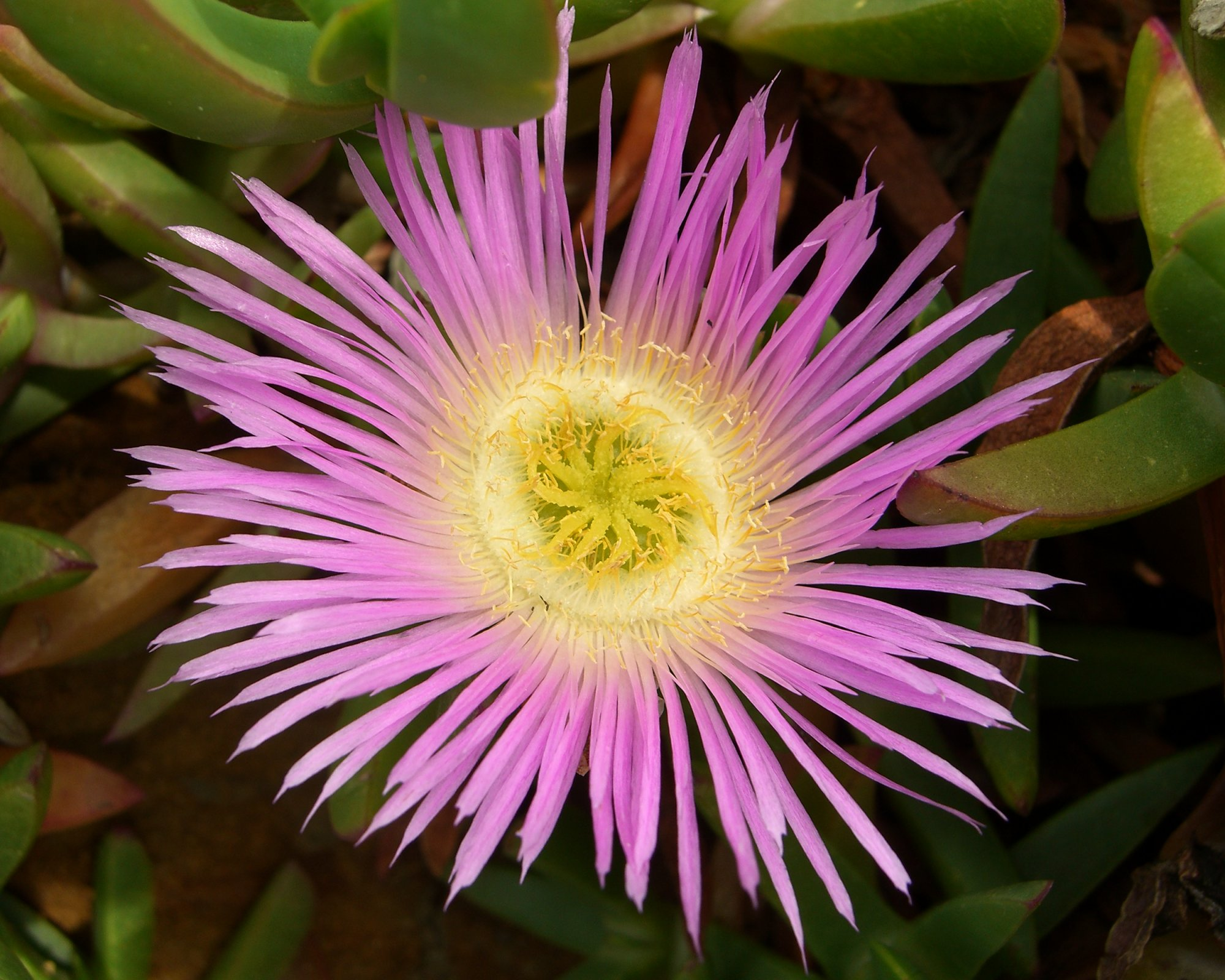